# Христофор (антипапа)
Христофор (антипапа) (лат. Christophorus; ? , Рим — 904, Рим, Папська держава) — антипапа з жовтня 903 року по січень 904 року. За походженням римлянин, син Лева. У жовтні 903 року змістив папу Лева V і захопив папський престол. Дехто вважає його законним папою.
Папа Сергій III позбавив Христофора престолу й дав наказ убити його.